# Indomobil Group
Indomobil ist eine im Jahre 1976 durch den Zusammenschluss der ehemaligen Konkurrenzunternehmen PT. Indohero und PT. Indomobil entstandene Unternehmensgruppe zur Automobilherstellung. Der Unternehmenssitz befindet sich in Jakarta, Indonesien. Indomobil betreibt insgesamt drei Werke, die sich in Jakarta, Bekasi und Purwakarta befinden. Die Unternehmensleitung unterstand bis 2012 Chrysler Robert J. Eaton und seitdem Jusak Kertowidjojo.

## Beschreibung
Älteste Teilnehmer an dem Unternehmen sind die japanischen Unternehmen Suzuki und Nissan. Mit der Zeit kamen die französische Renault S.A., die deutsche Volkswagen-Gruppe, Hino, Chery, Volvo Cars und Volvo Trucks hinzu.
Die meisten Fahrzeugteile werden von den Firmen untergeordneten Joint-Ventures im indonesischen Inland selbst hergestellt. Dabei hat Indomobil auch die offiziellen Vertriebswege in seiner Hand. Einige der Joint-Ventures hingegen befassen sich bislang nur mit der Fahrzeugmontage für den lokalen Vertrieb.
Die produzierten und montierten Fahrzeuge des Herstellers werden in Südostasien und Australasien vermarktet. Bislang beschränkt sich die Produktion nur auf wenige tausend Einheiten im Jahr. Über eine überarbeitete Modellpalette wird von einigen Marken derzeit versucht, die Fahrzeuge für die dortigen Märkte attraktiver zu machen, um den Marktanteil des Unternehmens konsequent auszubauen.
Größte Konkurrenten für das Unternehmen war in den 1990er Jahren das staatliche Timor-Projekt. Derzeit ist der Hauptkonkurrent die PT. Toyota Motor Manufacturing Indonesia.

## Modellübersicht

### Indomobil Suzuki International, PT.
Suzuki existiert auf dem indonesischen Markt seit 1970 und entwickelte sich neben dem japanischen Mutterkonzern zu einem der weltweit größten Automobilhersteller der Marke. In Zusammenarbeit mit der PT. Indohero Steel & Engineering Company etablierte sich zunächst eine Niederlassung, welche ausschließlich für den Vertrieb gedacht war. Bereits sechs Jahre später wurde dann die Produktionshalle in Jakarta fertiggestellt, in welcher zurzeit fast alle Joint-Ventures der heutigen Indomobil-Gruppe untergebracht sind. Lediglich juristisch sind die Firmen unter verschiedenen Namen aufgegliedert.
Erste in Indonesien produzierte Fahrzeuge waren der Kleinwagen Suzuki Fronte und der Minivan Suzuki Carry, welcher parallel dazu seit 1990 in einer technisch modernisierten Version als Suzuki Carry Futura und als Nutzfahrzeug unter der Bezeichnung Suzuki Carry Extra erhältlich ist. Es folgte bereits wenige Jahre später das Freizeitautomobil Suzuki Jimny, der Anfang der 1980er Jahre durch den moderneren Suzuki Super Jimny ersetzt wurde. Eine luxuriösere Version dessen war in den frühen 1990er Jahren unter dem Modellnamen Katana angeboten worden. 1985 etablierte Suzuki dann den zweiten Kleinwagen auf dem indonesischen Markt, den Suzuki Swift. Diesen hatte man aber noch im selben Jahr einer Modellpflege unterzogen und trug fortan den Modellnamen Forsa. Die Nachfolgergeneration, welche im Werk ab 1990 vom Band rollte, vermarktete man in der Schrägheckversion als Amenity sowie in der Stufenheckversion unter der auf den meisten Märkten verwendeten Bezeichnung Esteem. 1995 konkurrierten unter anderem auch die baugleichen Modelle Vitara, Sidekick und Escudo miteinander. Zu einem Traditionsmodell hingegen entwickelte sich der Baleno, welcher über mehrere Generationen einen großen Kundenstamm gewinnen konnte.
Produkte ausschließlich für den heimischen Markt sind der Mitsubishi Maven und der seit 2008 baugleiche und nun auch unter dem Suzuki-Label erhältliche Suzuki APV. Ebenso gibt es hier seit 2007 den Suzuki Karimun Estilo, der ein Schwestermodell des Nissan moco ist.

### Nissan Motor Indonesia, PT.
Nissan ist einer der echten Automobilhersteller innerhalb des Joint-Ventures. Selbst produzierte Modelle sind der Nissan Teana und der Nissan X-Trail. Des Weiteren rollen hier auch der Nissan Serena, der Nissan Frontier Navara und der baugleiche Nissan NP300 Frontier vom Band. Das seit 1987 bestehende Unternehmen ist damit der zweitälteste Teil der Firmengruppe. Die Produktion startete damals mit dem Nissan Terrano, welcher sich bis in das neue Jahrtausend auf dem indonesischen Markt durchsetzen konnte.
Vor Eingliederung der Nissan-Produktion in das Gemeinschaftswerk wurden die indonesischen Nissan-Modelle von 1969 bis 1983 bei der PT. Indokaya und anschließend bis 1986 von PT. Ismac Nissan hergestellt.

### Mazda Motor Indonesia, PT.
1990 machte Mazda seine ersten Versuche in das Gemeinschaftswerk einzusteigen und etablierte zunächst den Kleinwagen Mazda MR90, basiert auf der erste Generation vom Mazda 323. Zwei Jahre darauf folgte dann die Kombiversion Mazda Vantrend. Ein paar Monate später änderte man den Namen des indonesischen Kleinwagenmodells in Mazda Baby Boomer um. Seit dem Produktionsstopp 1997 gab es bislang keine Nachfolgemodelle. Der Baby Boomer war hingegen bereits 1994 vom Markt genommen worden. Da die beiden Modelle in manchen Ländern gegen ihre Schwestermodelle konkurrierten, erhielten diese ein Facelift um sich optisch von der hauseigenen Konkurrenz zu unterscheiden.

### Indo Truck Utama, PT.
Bereits seit den frühen achtziger Jahren ist Volvo Trucks auf dem indonesischen Markt vertreten und konnte bis zur Übernahme in etwa 3000 verkaufte Einheiten verzeichnen. Heute ist das Unternehmen ein Bestandteil der Indomobil-Gruppe und montiert nun auch Lastkraftwagen und Busse der schwedischen Marke.
Zusätzlich ist das Unternehmen als lokale Vertriebsorganisation für Flurförderfahrzeuge der Marke Kalmar sowie für Gabelstapler der Marke Manitou zuständig.

### Garuda Mataram Motor, PT.
Unter diesem Firmennamen betreibt das Unternehmen die Montage für Fahrzeuge der beiden deutschen Automobilmarken Audi und Volkswagen. Wobei die Produktion hier in den 1990er Jahren mit dem Audi A6, Volkswagen Golf, Volkswagen GTI und den im thailändischen Markt beliebteren Volkswagen Caravelle begann, fügte man 2010 nun auch den Audi Q7, Audi R8, Volkswagen Golf Plus und den VW Touran hinzu, damit diese auch auf den dortigen Märkten erhältlich sind. Die Fahrzeugteile zur Montage werden aus deutscher, slowakischer und kanadischer Herstellung bezogen. Die in Indonesien montierten Einheiten können in der Fahrzeugidentifikationsnummer anhand der Werksangabe J an elfter Position identifiziert werden. Als Importmodelle sind der Volkswagen Scirocco, Volkswagen Tiguan, Volkswagen Touareg, Volkswagen Phaeton, Volkswagen New Beetle und die im Ausland produzierten/montierten Audi-Modelle erhältlich. Ausschließlich für den thailändischen Markt ist der Volkswagen Passat CC bestimmt.

### Auto Euro Indonesia, PT.
Renault ist einer der geringfügig Beteiligten und lässt seit 2001 in Jakarta den Renault Mégane montieren.

### Hino Motors Manufacturing Indonesia, PT.
Die Toyota-Tochtergesellschaft Hino beteiligt sich seit dem April 2003 mit einem eigenen Joint-Venture am Unternehmen. Dabei werden lediglich Nutzfahrzeuge montiert. Der Unternehmenssitz befindet sich in Purwakarta. Neben den beiden Modellen Hino Dutro 300 und Hino Ranger 500 wird eine große Anzahl an verschiedenen Busmodellen angeboten. Diese baut der Hersteller individuell nach Auftrag auf hauseigenen Fahrgestellen auf.

### Unicor Prima Motor, PT.
Unter dem Firmennamen Unicor Prima Motor werden von Indomobil zwei verschiedene Chery-Modelle montiert. Auf dem indonesischen Heimatmarkt werden so seit dem Dezember 2006 der Chery QQ und der Chery Tiggo angeboten.

### Indobuana Autoraya, PT.
Seit dem Februar 2009 wird in Jakarta die Produktion von Volvo-Fahrzeugen betrieben. Die meisten Fahrzeugteile hingegen stammen von der malaiischen Swedish Motor Assemblies, welche Teil des Ford-Konzerns war.
Die Montage startete das Unternehmen mit dem S80 und dem XC90. 2010 hatte man schließlich die Modellpalette mit den beiden Modellen C70 und S60 erweitert. Im Juli folgte dann noch der XC60.
Des Weiteren legt hier Volvo die Produktion der chinesischen Marke Foton auf. Produziert werden derzeit der Lastkraftwagen Foton BJ1028 und der Pritschenwagen Foton BJ1039. Ebenfalls läuft hier der veraltete Mitsubishi L300 vom Band. Bis zu 500 Einheiten sollen von dem Unternehmen im Jahr produziert werden.
Weitere Produkte des Unternehmens sind die ehemals in Südkorea hergestellten SUV-Modelle SsangYong Musso und SsangYong Rexton. Zu erkennen sind die hier montierten Fahrzeuge der Marke Volvo in der Fahrzeug-Identifikationsnummer, an einer 6 an elfter Position.

## Markenname Indomobil
Zwischen 1990 und 1991 stellte das Unternehmen den Rakyat her und vermarktete ihn als Indomobil. Das Fahrzeug entsprach dem Mazda 323.